# 南漢

南漢
漢

  南漢（917年）

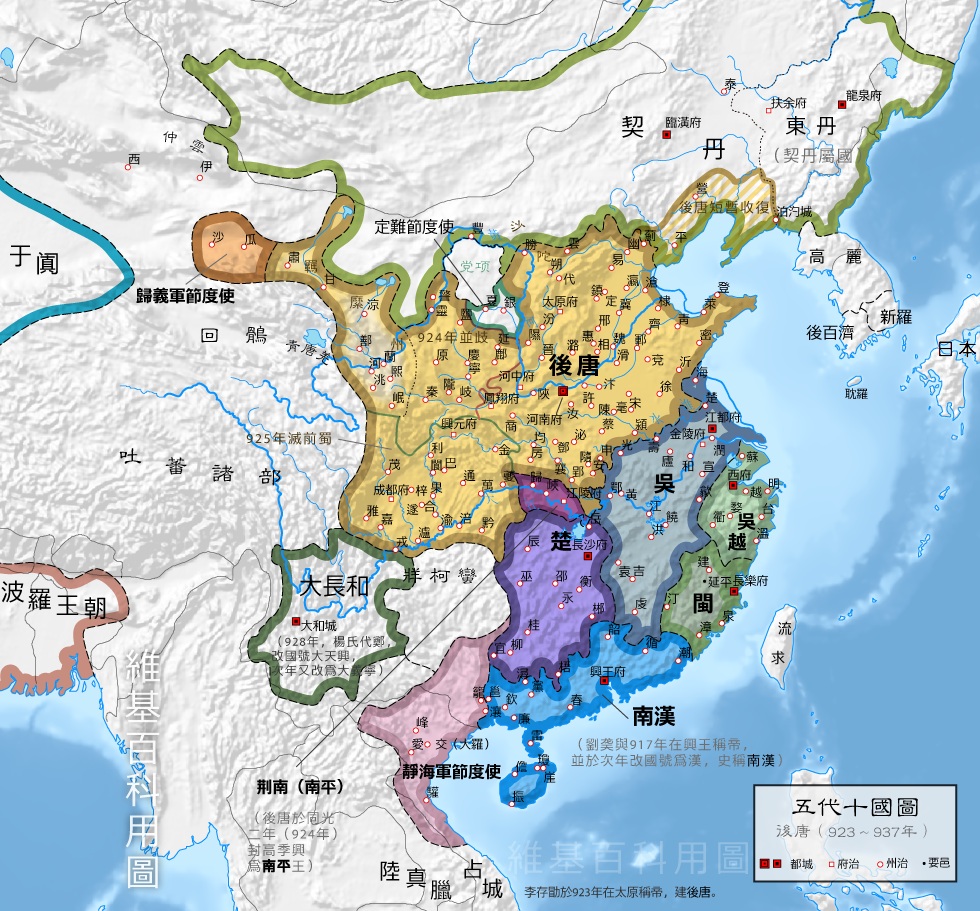
南漢（後唐代：923年-937年）

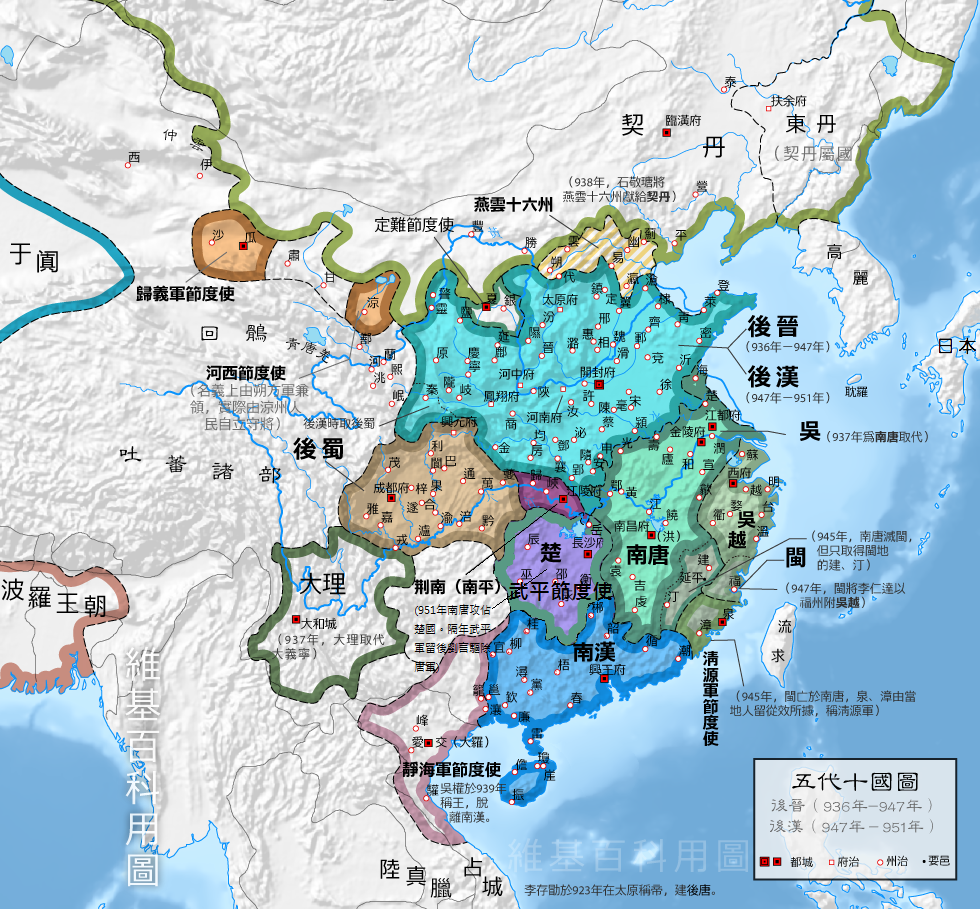
南漢（後晋・後漢代：936年-951年）

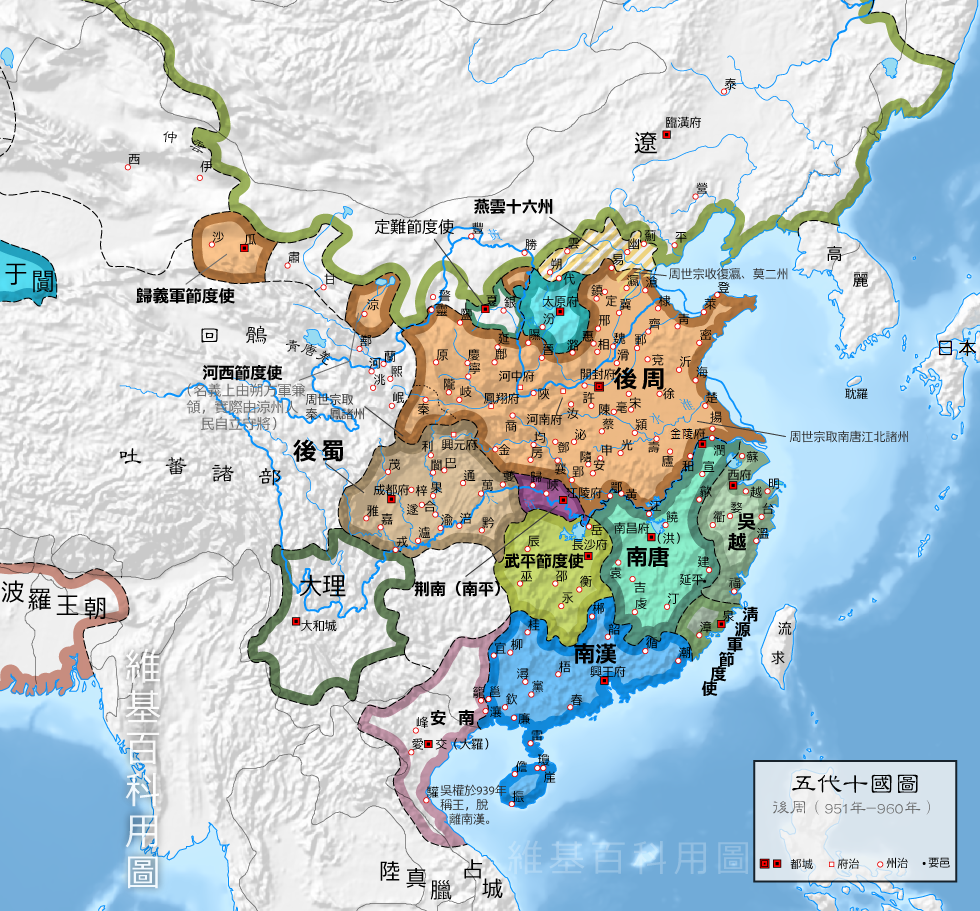
南漢（後周代：951年-960年）

南漢（なんかん、909年 - 971年）は、中国五代十国時代に広東省・広西チワン族自治区・ベトナム北部を支配した地方政権。

## 歴史
建国者の劉隠の祖先は漢王室の支族である彭城劉氏の子孫と自称した。劉隠は河南上蔡の人であったが、祖父の代に福建に移り住んで、南海交易で利益を上げて、当地の有力者となった。父の劉知謙のときに広州に移って、黄巣の乱に際して功績を挙げて、封州刺史となった。
劉隠は父の死後、その地位を受け継いで刺史と為り、静海軍節度使（広東・広西）の反乱を鎮圧し、更にこれを乗っ取って904年に静海軍節度使となった。その後、広東全土と広西の一部を支配し、唐の滅亡とともに自立の姿勢を強める。さらに南海貿易での利益をもとに広東・広西に勢力を広げ、半独立勢力化した。これに対して当時の中原勢力である後梁は909年に彼を南平王に、911年に南海王に任じた。劉隠は南海王に任じられた後、ほどなくして死去した。
跡を継いだ弟の劉龑は917年に皇帝を名乗り、完全に自立した。国号は当初「大越」であったが、かつて前漢・後漢・蜀漢を建てた劉氏と同姓であることから、918年に「漢」に改称した。南漢の名は、他の政権と区別するための後代の歴史家の命名である。
劉隠は唐代の中央での権力争いに敗れ、この地に左遷された官僚達の子孫や戦乱から逃れてきた人士の政治参加を積極的に推進し、この地に比較的平穏な状態を作ることに成功する。更に南海貿易で巨額の利益を得て、宮廷は大いに贅沢なものとした。
しかし、942年の劉龑の死後は継承争いにより混乱が起きる。まず劉龑の三男の劉玢が後を継ぐが、すぐに弟（劉龑の四男）の劉晟に殺される。
即位した劉晟は帝位を争う劉弘雅・劉弘弼・劉弘道ら10人近くの弟たちを皆殺しにして帝位を安泰とし、更に北の楚の内乱に乗じて出兵し、連州・桂州等の領土を奪った。しかし外征の景気の良さとは裏腹に、劉晟は殺した弟たちの妻を自らの後宮に入れるなどの不品行が目立ち、更に功臣の劉思潮や陳道庠を殺し、政治を宦官に任せきりにするなど内部は腐敗していた。
劉晟は958年に死去し、長男の劉鋹が後を継ぐが、劉鋹は猜疑心が非常に強く、「官僚は家族や子孫を大事にするから信用できない、子孫を作れない者なら皇帝に忠義を尽くす」との考えで文官を殺し、代わりを全て宦官で埋めた。そのため劉鋹の時代の南漢朝廷はほとんど宦官で占められる有様であった。
このような状態に人心は乖離し、971年の宋の侵攻には全く抵抗し得ず、劉鋹は財宝を10余隻の船に積み込んで逃亡しようとしたが、信任してきた宦官によって持ち逃げされ、宋軍の捕虜となり、その領土も宋によって併呑された。併呑時の南漢領は60州214県、戸数（今の世帯数）は170,263であった。
劉鋹を始めとした一族は開封に移され、王族として遇された。劉鋹は宋の左千牛衛大将軍とされ、死後には南越王に追封された。

## 政治と宦官
南漢の政治は同時期に存在した他の五代十国政権と違い、軍人主導ではなく文官が優越しており、地方官には全て文官があてられていた。この理由としては、唐代の中央での権力争いに敗れた官僚たちの左遷先として当時未開の地だったこの地方が選ばれており、左遷された後も住み着いた者が多く、そのような人々の子孫たちや戦乱の続いた中原から逃れてきた人士が南漢勢力に参加したからである。
しかし劉晟の代になると宦官が重用され、宦官の数も約7,000人から劉晟の在位末期には約2万人に増加し、全人口の2%（成人男性の1割近く）が宦官という状況に陥る。後を継いだ劉鋹は大勢の文官を粛清し、空いたポストに宦官を登用、登用したい人物がいた場合はわざわざ去勢してから登用したという。宋に併合された際には7,000人以上の宦官が宋軍に拘束された。

## 南漢の統治者
1. 烈祖 劉隠（りゅう いん、874年 - 911年、在位：909年 - 911年）
2. 高祖 劉龑（りゅう げん、もとの名は巌、889年 - 942年、在位：911年 - 942年）
3. 殤帝 劉玢（りゅう ひん、もとの名は弘度、920年 - 943年、在位：942年 - 943年）
4. 中宗 劉晟（りゅう せい、もとの名は弘熙、920年 - 958年、在位：943年 - 958年）
5. 後主 劉鋹（りゅう ちょう、もとの名は継興、943年 - 980年、在位：958年 - 971年）

### 系図
|           |           |           |           |           |           |  |  | 代祖劉知謙（劉謙） |           |           |           |           |           |  |  |  |  |           |           |           |           |           |           |  |  |  |  |  |  |  |  |  |  |  |  |  |  |  |  |  |  |
|           |           |           |           |           |           |  |  |                    |           |           |           |           |           |  |  |  |  |           |           |           |           |           |           |  |  |  |  |  |  |  |  |  |  |  |  |  |  |  |  |  |  |
|           |           |           |           |           |           |  |  |                    |           |           |           |           |           |  |  |  |  |           |           |           |           |           |           |  |  |  |  |  |  |  |  |  |  |  |  |  |  |  |  |  |  |
| 烈祖劉隠  | 烈祖劉隠  | 烈祖劉隠  | 烈祖劉隠  | 烈祖劉隠  | 烈祖劉隠  |  |  | 1高祖劉龑          | 1高祖劉龑 | 1高祖劉龑 | 1高祖劉龑 | 1高祖劉龑 | 1高祖劉龑 |  |  |  |  |           |           |           |           |           |           |  |  |  |  |  |  |  |  |  |  |  |  |  |  |  |  |  |  |
| 烈祖劉隠  | 烈祖劉隠  | 烈祖劉隠  | 烈祖劉隠  | 烈祖劉隠  | 烈祖劉隠  |  |  | 1高祖劉龑          | 1高祖劉龑 | 1高祖劉龑 | 1高祖劉龑 | 1高祖劉龑 | 1高祖劉龑 |  |  |  |  |           |           |           |           |           |           |  |  |  |  |  |  |  |  |  |  |  |  |  |  |  |  |  |  |
|           |           |           |           |           |           |  |  |                    |           |           |           |           |           |  |  |  |  |           |           |           |           |           |           |  |  |  |  |  |  |  |  |  |  |  |  |  |  |  |  |  |  |
| 2殤帝劉玢 | 2殤帝劉玢 | 2殤帝劉玢 | 2殤帝劉玢 | 2殤帝劉玢 | 2殤帝劉玢 |  |  |                    |           |           |           |           |           |  |  |  |  | 3中宗劉晟 | 3中宗劉晟 | 3中宗劉晟 | 3中宗劉晟 | 3中宗劉晟 | 3中宗劉晟 |  |  |  |  |  |  |  |  |  |  |  |  |  |  |  |  |  |  |
| 2殤帝劉玢 | 2殤帝劉玢 | 2殤帝劉玢 | 2殤帝劉玢 | 2殤帝劉玢 | 2殤帝劉玢 |  |  |                    |           |           |           |           |           |  |  |  |  | 3中宗劉晟 | 3中宗劉晟 | 3中宗劉晟 | 3中宗劉晟 | 3中宗劉晟 | 3中宗劉晟 |  |  |  |  |  |  |  |  |  |  |  |  |  |  |  |  |  |  |
|           |           |           |           |           |           |  |  |                    |           |           |           |           |           |  |  |  |  | 4後主劉鋹 |           |           |           |           |           |  |  |  |  |  |  |  |  |  |  |  |  |  |  |  |  |  |  |